# Robert Rossen
Robert Rossen (16. března 1908 New York City, USA – 18. února 1966 tamtéž) byl americký scenárista, filmový režisér a producent.

## Životopis
Robert Rossen se narodil 16. března 1908 v New Yorku. Vystudoval Newyorskou univerzitu, kde se začal věnovat boxu, kterým se po studiích živil. Poté, co začal režírovat a psát pro divadlo v New Yorku, se v roce 1937 přestěhoval do Hollywoodu. Odtud pracoval jako scenárista pro Warner Bros., kde působil do roku 1941.
V roce 1941 přerušil svou kariéru, aby až do roku 1944 působil jako předseda Hollywood Writers Mobilization, organizace sdružující scenáristy za účelem podpory úsilí ve druhé světové válce. V roce 1945 se připojil k protestní akci proti společnosti Warner Bros. Poté, co natočil jeden film pro nově založenou produkční společnost Hal B. Wallise, natočil jeden film pro Columbia Pictures, další pro Wallise a většinu svých pozdějších filmů pro své vlastní společnosti, obvykle ve spolupráci s Columbia Pictures.
Jeho film Všichni královi muži z roku 1949 získal Oscary za nejlepší film, nejlepšího herce a nejlepší herečku ve vedlejší roli, zatímco Robert Rossen byl nominován na Oscara za nejlepší režii. Získal Zlatý glóbus za nejlepší režii a film získal Zlatý glóbus za nejlepší film. V roce 1961 režíroval film Hazardní hráč (1961), který byl nominován na devět Oscarů a získal dva.
Robert Rossen byl členem Americké komunistické strany mezi lety 1937 až 1947. V roce 1949 ukončil veškeré vztahy se stranou. Byl dvakrát předvolán před Výbor pro neamerickou činnost (HUAC), v roce 1951 a v roce 1953. Při svém prvním vystoupení uplatnil své právo podle pátého dodatku a odmítl uvést, zda byl někdy komunistou. V důsledku toho se ocitl na černé listině hollywoodských studií a nemohl si obnovit pas. Při svém druhém vystoupení jmenoval 57 osob jako současné nebo bývalé komunisty a jeho zařazení na černou listinu bylo zrušeno. Aby si napravil finanční situaci, natočil v roce 1954 v Itálii svůj další film Mambo. Jeho posledním filmem bylo drama Lilith (1964).
Robert Rossen zemřel 18. února 1966 v New Yorku ve věku 57 let po dlouhodobých zdravotních komplikací. Je pohřben na hřbitově Westchester Hills Cemetery v Hastings-on-Hudson v New Yorku. Jeho vnuk, Daniel Rossen, je kytaristou a zpěvákem alternativních kapel Grizzly Bear a Department of Eagles.

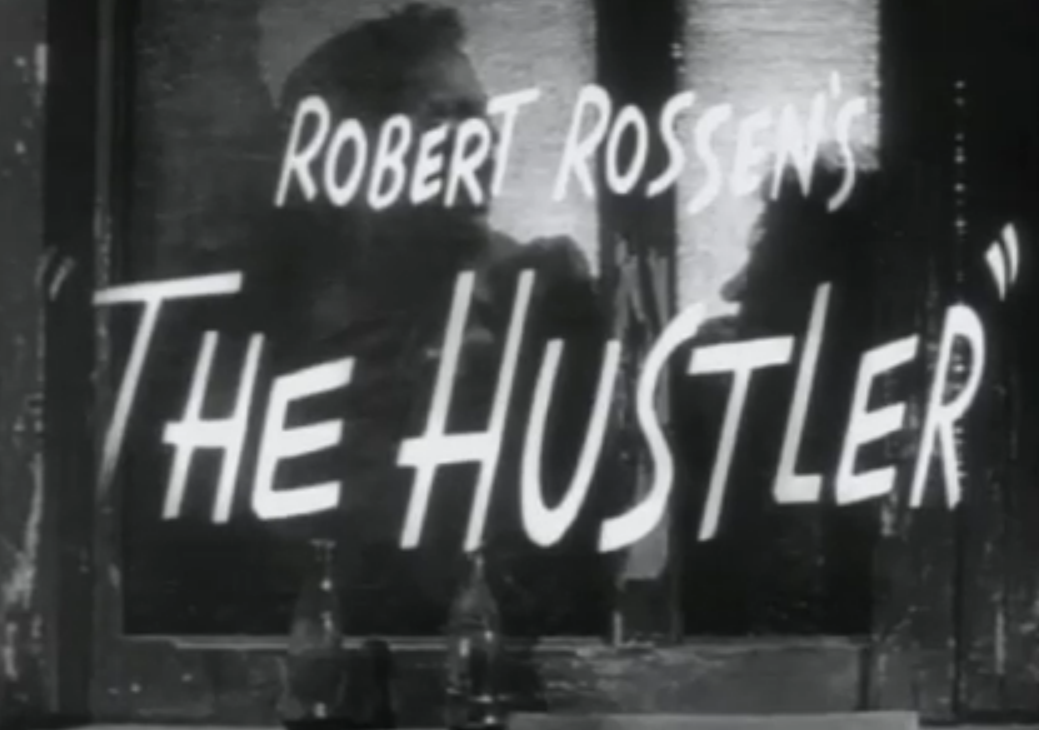
Hazardní hráč (1961)

## Filmografie (výběr)

### Režie
- Tělem a duší (1947)
- Všichni královi muži (1949)
- Mambo (1954)
- Alexandr Veliký (1956)
- Island in the Sun (1957)
- Cesta do Texasu (1959)
- Hazardní hráč (1961)
- Lilith (1964)